# (5116) Korsør
(5116) Korsør es un asteroide perteneciente al cinturón de asteroides, descubierto el 13 de marzo de 1988 por Poul Jensen desde el Observatorio Brorfelde, Holbæk, Dinamarca.

## Designación y nombre
Designado provisionalmente como 1988 EU. Fue nombrado Korsør en homenaje a la ciudad danesa de Korsør, ubicada en la costa suroeste de Sjælland casi exactamente a 100 km de Copenhague, lugar de nacimiento del astrónomo Karl Augustesen que trabaja en el Observatorio Brorfelde.

## Características orbitales
Korsør está situado a una distancia media del Sol de 3,192 ua, pudiendo alejarse hasta 3,597 ua y acercarse hasta 2,788 ua. Su excentricidad es 0,126 y la inclinación orbital 5,239 grados. Emplea 2083,86 días en completar una órbita alrededor del Sol.

## Características físicas
La magnitud absoluta de Korsør es 11,9. Tiene 19 km de diámetro y su albedo se estima en 0,141.